# Synagoga Chłodna w Witebsku
Synagoga Chłodna w Witebsku zwana Uzgorską (biał. Халодная Сінагога ў Віцебску, ros. Холодная Синагога в Витебске, Узгорская Синагога) – nieistniejąca synagoga znajdująca się w Witebsku na Białorusi w dzielnicy uzgorskiej przy ulicy Wielkiej Oficerskiej obecnie Suworowa.

## Historia
Synagoga została zbudowana w drugiej połowie XIX wieku. Nazwę swoją wzięła od braku ogrzewania w budynku albo jednej z dzielnic miasta. W 1919 skonfiskowana przez władze bolszewickie – przez pewien czas w okresie srogiej zimy mieszkały tu witebskie rodziny. W październiku 1923 władze miasta umieściły w synagodze Technikum Artystyczne, które po roku opuściło gmach.